# Giuseppe Ferrandino (Politiker)

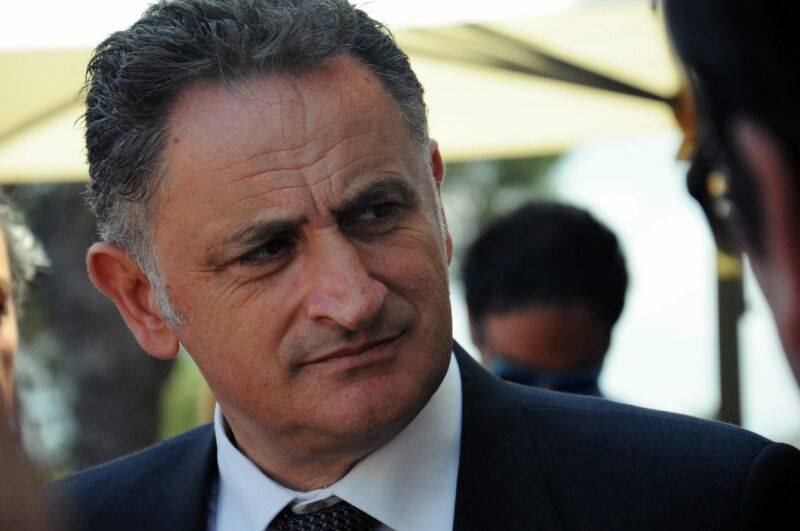
Giuseppe Ferrandino

Giuseppe Ferrandino, genannt Giosi (* 21. März 1963 in Ischia), ist ein italienischer Politiker und Abgeordneter des Europäischen Parlaments.

## Biografie
Giuseppe Ferrandino wurde am 21. März 1963 in Ischia als Sohn von Eleonora Delfine und Giovan Giuseppe Ferrandino geboren. Er schloss sein Ingenieurstudium an der Universität Neapel Federico II ab und ist Vater von drei Kindern.

## Politische Tätigkeit
Er begann seine politische Laufbahn 1993 als Gemeinderatsmitglied in Casamicciola Terme auf der Liste der Christdemokraten.
Im Jahr 2001 wurde er zum Beigeordneten für öffentliche Arbeiten der Gemeinde Casamicciola Terme ernannt.
Im Jahr 2002 kandidierte er auf der Bürgerliste "Rinascita per Casamicciola" für das Amt des Bürgermeisters von Casamicciola. Er wurde mit 45,45 % der Stimmen gewählt und wurde im Alter von 39 Jahren Bürgermeister.
Im April 2007, als die Bestätigung für eine zweite Amtszeit als Bürgermeister der Kurgemeinde so gut wie sicher war, trat er zurück und stellte seine Kandidatur für das Amt des Bürgermeisters von Ischia an der Spitze der Mitte-Links-Koalition vor. Trotz der Konkurrenz durch drei andere Koalitionen gewann Ferrandino die erste Runde mit 55,25 % der Stimmen.
Im Juni 2009 kandidierte er bei den Provinzwahlen in Neapel, wo er auf der Liste der Demokratischen Partei gewählt wurde und gegen die von Luigi Cesaro geführte Mehrheit in den Provinzrat einzog.
In der Zwischenzeit gelang es ihm, seine Amtszeit als Bürgermeister von Ischia zu beenden und die administrative Instabilität der Hauptgemeinde der Insel, die die vorangegangenen 20 Jahre geprägt hatte, zu unterbrechen. 2012 wurde er mit 70,6 Prozent der Stimmen erneut als Bürgermeister der Hauptgemeinde der Insel bestätigt; seine zweite Amtszeit wird er im Juni 2017 beenden.
Im Jahr 2012 wurde er als Mitglied der Nationalversammlung der Demokratischen Partei gewählt.
Im Jahr 2014 kandidierte er für die Partito Democratico im Wahlkreis Süditalien für die Europawahl. Er erhielt rund 83.000 Stimmen und wurde Siebter auf der Liste des Partito Democratico und Erster der Nichtgewählten.
Im Jahr 2015 wurde er als Nachfolger von Francesco Paolo Iannuzzi zum Präsidenten der ANCI Campania ernannt.

## Europäisches Parlament
Am 17. April 2018 trat er sein Amt im Europäischen Parlament als Nachfolger von Gianni Pittella an, der bei den Parlamentswahlen 2018 in den Senat gewählt wurde[6]. Er ist Mitglied des Ausschusses für Wirtschaft und Währung. Zusätzlich zu seinen Aufgaben in den Ausschüssen ist er Mitglied der Delegation des Parlaments in der Parlamentarischen Versammlung Europa-Lateinamerika (EuroLat).
Bei den Europawahlen am 26. Mai 2019 wurde er als Abgeordneter auf den Listen des Partito Democratico wiedergewählt und erhielt 83.262 Präferenzen, womit er im Wahlkreis Süditalien den zweiten Platz belegte.
Am 9. November 2022 kündigte er an, dass er sich der Erneuerung Europas, einer zentristischen Gruppe pro-europäischer Liberaler, und dem Dritten Pol von Carlo Calenda und Matteo Renzi anschließen und die Progressive Allianz der Sozialisten und Demokraten sowie die Demokratische Partei verlassen werde. Am 24. November 2022 kündigt die Europäische Demokratische Partei ihren Beitritt zur Partei an.
Am 14. April 2023 schließt er sich der Aktion von Carlo Calenda an.